# Сека (фараон)
Секу, або Сека — давньоєгипетський фараон додинастичного періоду, що правив у дельті Нілу (ймовірно, в Буто) наприкінці 4-го тисячоліття до н. е. і умовно належить до нульової династії.
Його ім'я відоме тільки з Палермського каменю в написі-списку фараонів Нижнього Єгипту. Про його правління нічого невідомо, будь-які археологічні знахідки, пов'язані з ним, відсутні. На думку німецького єгиптолога Людвіга Д. Моренця, ім'я фараона в перекладі приблизно означає «орач».

## См.також
- Список керівників держав 4 тисячоліття до н.е.